# 北条時有
北条 時有（ほうじょう ときあり、生年不明 - 正慶2年/元弘3年（1333年5月））は、鎌倉時代末期の武士。名越流北条氏。従五位下左近将監、遠江守、越中守護。名越時有とも表記される。なお、後述するように晩年には「秋時」と改名していたのではないかとする説もある。

## 出自
父は一般的に北条公時の子である公貞であるとされ、子に時兼、弟に有公、貞昭らがいる。
一方、『尊卑分脈』の時有の項には「按作者部類下文宣房子」とあり、同書の「北条宣房」の項には「弥三郎時有」という子息が記され、あわせると「時有の実父は北条宣房であったが、後に名越公貞の養子になった」ことがわかる。北条宣房は北条時房の流れをくむ佐介氏を継ぐ人物であり、佐介氏は代々名越氏・三浦氏と密接な結びつきがあったことも、時有の実父が宣房であったことを裏付ける。

## 生涯
正応3年（1290年）、時有は越中国守護所として放生津城を築城する。正慶2年/元弘3年（1333年）、隠岐から脱出し鎌倉幕府打倒を掲げて後醍醐天皇が挙兵した際、時有は前年に射水郡二塚へ流罪となり気多社へ幽閉されている後醍醐の皇子・恒性皇子が、出羽や越後の反幕府勢力に擁立され北陸道から上洛を目指しているという噂を聞きつけた14代執権・北条高時から、皇子の殺害を命ぜられる。時有は名越貞持に皇子や近臣であった勧修寺家重・近衛宗康・日野直通らを暗殺させた。
同年、新田義貞や足利高氏らの奮闘で反幕府勢力が各地で優勢となり六波羅探題が陥落すると、越後や出羽の反幕府勢力が越中へ押し寄せ、また、井上俊清を初めとする北陸の在地武士も次々と寝返り、時有ら幕府方は追い込まれていく。二塚城での防戦を諦めた時有は弟の有公、甥の貞持と共に放生津城へ撤退するも、脱走する兵が相次いだ。
放生津城の周りは、一万余騎に囲まれ進退が行き詰った。時有は、妻子らを舟に乗せ奈呉の浦（現射水市）で入水させた。それを見届けた後、城に火を放ち自刃している。一連の様子は、後に『太平記』にて記されている。

## 和歌
時有には歌人としての側面もあり、『続千載和歌集』巻6冬歌には「晴れぬれば 残る山なく つもりけり 雲間にみつる 峯のしら雪」という「平時有」の歌が記録されている。この歌は「題知らず」とあるが、歴史学者の久保尚文はこの歌を越中の初冬の情景を詠んだものではないかと推測している。

## 「左近大夫将監秋時」
元弘3年11月19日、越中国新川郡堀江荘の地頭職が後醍醐天皇の輪旨を得て祇園社家に根本一円神領として付された。「八坂神社文書」によると、祇園社家に与えられる前の地頭は「堀江庄」の「秋時」と「庄内三ヶ村(梅沢・西条・小泉)」の「公篤法師」なる人物であった。また、建武政権を打倒して室町幕府を開いた足利尊氏は建武5年に上記の文書を追認する書状を出しているが、そこでも前代の地頭として「遠江入道」と「左近大夫将監秋時」なる人物の名が挙げられている。
二つの文書に登場する人名の内、「秋時」と「左近大夫将監秋時」、「公篤法師」と「遠江入道」が同一人物であることは明らかであり、当初は『太平記』に「越中ノ守護名越遠江守時有」とあることから遠江入道こそが名越時有と考えられていた。しかし、『尊卑分脈』には時有の大叔父に当たる人物として「遠江守公篤」という人物が記載されており、「公篤法師=遠江入道」は現在では「遠江守公篤」に相当すると考えられている。また、同じく『尊卑分脈』は時有を「左将監」とも号しており、「左近大夫将監秋時」こそ名越時有の別名とみられる。
「左近大夫将監秋時」が地頭であった「堀江庄」と、「公篤法師=遠江入道」が地頭であった「庄内三ヶ村」では前者が後者に対して負担能力に倍近い差があり、「堀江庄地頭」秋時の方がより上位の人物であるとみられることも秋時=時有説を裏付ける。久保尚文は、『続千載和歌集』が編纂された元応2年(1320年)以降、亡くなる(1333年)までの間に時兼は「秋時」と改名したのではないかと推測している。